# Panacris protrudens
Panacris protrudens är en tvåvingeart som beskrevs av James 1980. Panacris protrudens ingår i släktet Panacris och familjen vapenflugor. Inga underarter finns listade i Catalogue of Life.